# Маунтенгоум (Пенсільванія)
Маунтенгоум (англ. Mountainhome) — переписна місцевість (CDP) в США, в окрузі Монро штату Пенсільванія. Населення — 1202 особи (2020).

## Географія
Маунтенгоум розташований за координатами 41°10′41″ пн. ш. 75°15′48″ зх. д. / 41.17806° пн. ш. 75.26333° зх. д. (41.177927, -75.263254).  За даними Бюро перепису населення США в 2010 році переписна місцевість мала площу 4,91 км², уся площа — суходіл.

## Демографія
Згідно з переписом 2010 року, у переписній місцевості мешкали 1182 особи в 489 домогосподарствах у складі 316 родин. Густота населення становила 241 особа/км².  Було 597 помешкань (122/км²).
Расовий склад населення:
| - 91,7 % — білих - 2,9 % — чорних або афроамериканців - 0,8 % — азіатів - 0,3 % — корінних американців - 0,1 % — вихідців з тихоокеанських островів - 1,2 % — осіб інших рас |

До двох чи більше рас належало 3,0 %. Частка іспаномовних становила 4,8 % від усіх жителів.
За віковим діапазоном населення розподілялося таким чином: 21,4 % — особи молодші 18 років, 61,4 % — особи у віці 18—64 років, 17,2 % — особи у віці 65 років та старші. Медіана віку мешканця становила 43,3 року. На 100 осіб жіночої статі у переписній місцевості припадало 93,8 чоловіків;  на 100 жінок у віці від 18 років та старших — 87,7 чоловіків також старших 18 років.
Середній дохід на одне домашнє господарство  становив 66 590 доларів США (медіана — 67 933), а середній дохід на одну сім'ю — 76 487 доларів (медіана — 68 990). За межею бідності перебувало 27,8 % осіб, у тому числі 26,3 % дітей у віці до 18 років та 28,3 % осіб у віці 65 років та старших.
Цивільне працевлаштоване населення становило 527 осіб. Основні галузі зайнятості: фінанси, страхування та нерухомість — 15,7 %, виробництво — 14,4 %, роздрібна торгівля — 13,9 %.